# Bacalao a la vicentina

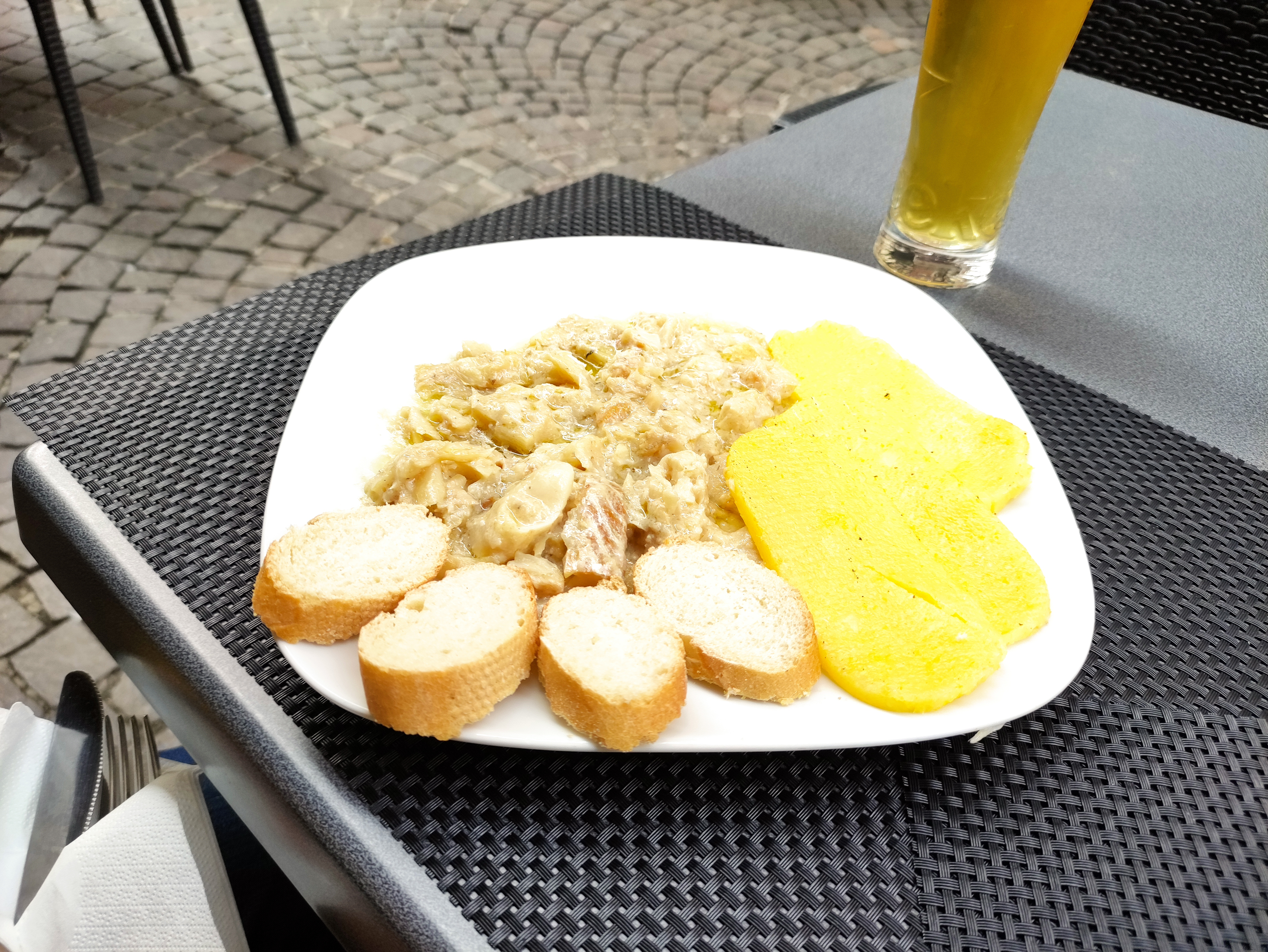
Bacalao a la vicentina acompañado de polenta. El bacalao seco con el que se prepara este plato fue importado al Triveneto desde la costa de Noruega en el por los navegantes venecianos.

El bacalao a la vicentina (en italiano bacalà o baccalà alla vicentina) es un plato típico de la cocina de Vicenza (Italia) hecho con pescado seco (concretamente bacalao).
La receta se transmite de generación en generación y casi todas las familias utilizan una o varias pequeñas variaciones, por lo general guardada celosamente.
El bacalao debe ser de excelente calidad, considerándose el mejor el llamado ragno (‘araña’) procedente de las islas Lofoten, en Noruega. Tras ser aplastado, debe ponerse en remojo durante tres días, en agua corriente, para que se ablande. Entonces se limpia, se enharina y se cuece a fuego lento con abundante cebolla en una olla, cubierto con leche y aceite en cantidades iguales. Se sirve con abundante polenta amarilla.
En la segunda mitad del siglo XX nació en la provincia de Vicenza la Confraternita del Bacalà (‘Hermandad de Bacalao’), una asociación de restauradores y gastrónomos para promover este antiguo plato de acuerdo con la receta original.

## Historia
La costumbre de secar bacalao (Gadus morhua) para conservarlo es muy antigua: hay documentos que recogen esta costumbre en el Mar del Norte desde la época de Carlomagno (siglo IX).
La Confraternita del Bacalà informa de una leyenda según la cual «se dice que en 1269, los vicentinos que intentaban asaltar el castillo de Montebello, defendido por veronenses, respondieron a los guardias que le dieron el alto: “oh, qué bien, traemos polenta y bacalao”. Y luego los veronenses, golosos, abrieron la puerta...»
El bacalao seco fue introducido en el Triveneto por los venecianos, que eran grandes navegantes y llevaban al país todas las novedades. La versión más popular sostiene que en 1432 la expedición al mando del capitán veneciano Pietro Querini naufragó en Noruega, en la costa de las islas Lofoten. Al regresar a casa, Querini llevó bacalao seco, que en el Triveneto fue llamado baccalà (término que en el resto de Italia alude al bacalao en salazón). Los venecianos lo vieron como alternativa atractiva al bacalao fresco, caro y muy perecedero. Así nació la tradición de comer este plato según diferentes recetas, incluyendo el bacalao a la vicentina.
La comuna de Sandrigo (a pocos kilómetros al este de Vicenza) se define como «la patria del bacalao», manteniendo lazos históricos con las islas Lofoten y organizando un festival anual, que dura una semana entera, en honor a este plato hecho con pescado seco.